# Simion Florea Marian
Simion Florea Marian (né le 1er septembre 1847 à Ilișești, Empire d'Autriche, mort le 11 avril 1907, à Suceava, Autriche-Hongrie) est un folkloriste, ethnographe, naturaliste, historien, professeur, prêtre roumain et membre titulaire de l'Académie roumaine.

## Biographie
Simion Florea Marian devient tour à tour prêtre à Poiana Stampei (1875-1877), à Voloca (près de Tchernivtsi) (1877) et à Siret (1877-1883), professeur de religion et de langue roumaine à l'école populaire et à l'école royale inférieure de Siret (1879-1883), professeur de religion au lycée grec-orthodoxe de Suceava (1893-1907) et protopresbytre (1903). Il est également membre actif de l'Académie roumaine (1881), membre de la Société roumaine de géographie et de la Société roumaine d'histoire de Bucarest, de la Commission centrale pour la préservation des monuments historiques de Vienne, membre honoraire de plusieurs sociétés culturelles (la Société littéraire académique « Romania Jună » de Vienne, Junimea et Dacie de Tchernivtsi, etc.).
Simion Florea Marian est considéré comme un folkloriste et ethnographe majeur en Roumanie, laissant à ses successeurs une œuvre encore inégalée dans la littérature spécialisée du pays. En plus des collections de folklore de toutes les terres habitées par les Roumains, il a écrit des monographies sur les vacances, les traditions roumaines, l'ornithologie, le chromatisme... Par son travail abondant, il jette les bases de la recherche scientifique sur le folklore et  stimule les nombreuses créations folkloriques recueillies par d'autres chercheurs.

## Le musée-mémorial de Suceava
Dans la municipalité de Suceava, sise au 4 de l'allée Simion Florea Marian, la maison-mémorial Simion Florea Marian propose des visites. Il s'agit d'un musée organisé dans la maison achetée et restaurée par Simion Florea Marian, où l'auteur a vécu et travaillé. Le bâtiment, construit au XVIIIe siècle, se compose de six pièces. L'exposition comprend mobilier d'époque, photographies et peintures, livres et périodiques, objets personnels, manuscrits, documents familiaux, personnels, culturels et historiques, partitions musicales, cartes. Devant la maison commémorative se trouve le parc Simion Florea Marian, où trône le buste de l'écrivain.